# Erzbistum Nagpur
Das Erzbistum Nagpur (lateinisch Archidioecesis Nagpurensis, Marathi नागपूर बिशपच्या अधिकारातील प्रदेश) ist eine Erzdiözese der römisch-katholischen Kirche in Indien mit Sitz in Nagpur.
Das Erzbistum Nagpur umfasst die Distrikte Bhandara und Nagpur im Bundesstaat Maharashtra sowie die Distrikte Balaghat, Betul, Chhindwara und Seoni (außer den Tehsil Lakhnadon) im Bundesstaat Madhya Pradesh.

## Geschichte
Das Bistum Nagpur wurde am 11. Juli 1887 durch Papst Leo XIII. aus Gebietsabtretungen des Bistums Vizagapatam errichtet. Es wurde dem Erzbistum Madras-Mylapore als Suffraganbistum unterstellt. Am 18. Juli 1932 gab das Bistum Nagpur Teile seines Territoriums zur Gründung der Apostolischen Präfektur Jubbulpore ab. Weitere Gebietsabtretungen erfolgten am 11. März 1935 zur Gründung der Apostolischen Präfektur Indore, am 14. Juni 1951 zur Gründung des Bistums Sambalpur und am 13. Dezember 1951 zur Gründung des Bistums Raigarh-Ambikapur.
Am 19. September 1953 wurde das Bistum Nagpur zum Erzbistum erhoben. Das Erzbistum Nagpur gab am 8. Mai 1955 Teile seines Territoriums zur Gründung des Bistums Amravati ab. Weitere Gebietsabtretungen erfolgten am 16. Januar 1964 zur Gründung des Bistums Pala und am 29. Juli 1968 zur Gründung des Apostolischen Exarchates Chanda.

## Kirchenprovinz
- Erzbistum Nagpur
  - Bistum Amravati
  - Bistum Aurangabad
  - Eparchie Chanda

## Bischöfe

### Bischöfe von Nagpur
- Alexis Riccaz, 1887–1892
- Charles-Félix Pelvat MSFS, 1893–1900
- Jean-Marie Crochet, 1900–1903
- Etienne-Marie Boneventure MSFS, 1904–1907
- François-Etienne Coppel MSFS, 1907–1933
- Louis-François Gayet MSFS, 1934–1950
- Eugene Louis D’Souza MSFS, 1951–1953

### Erzbischöfe von Nagpur
- Eugene Louis D’Souza MSFS, 1953–1963, dann Erzbischof von Bhopal
- Leonard Joseph Raymond, 1964–1974
- Leobard D’Souza, 1975–1998
- Abraham Viruthakulangara, 1998–2018
- Elias Gonsalves, seit 2018